# Roncus satoi
Espèce
Roncus satoi est une espèce de pseudoscorpions de la famille des Neobisiidae.

## Distribution
Cette espèce est endémique de Serbie. Elle se rencontre vers Novi Pazar.

## Description
Les mâles mesurent de 2,14 à 2,61 mm et les femelles de 2,37 à 2,45 mm.

## Étymologie
Cette espèce est nommée en l'honneur de Hidebumi Sato.

## Publication originale
- Ćurčić & Dimitrijević, 1994 : Roncus satoi, a new pseudoscorpion species from the Balkan Peninsula (Arachnida: Pseudoscorpiones: Neobisiidae). Acta Arachnologica, vol. 43, no 2, p. 123-130 (texte intégral).